# Circoscrizione Lombardia 1
La circoscrizione Lombardia 1 è una circoscrizione elettorale italiana per l'elezione della Camera dei deputati.

## Storia e territorio
La circoscrizione venne istituita dalla legge Mattarella (legge 4 agosto 1993, n. 277) e sostituiva parte della precedente circoscrizione Milano-Pavia in vigore per tutte le elezioni politiche italiane dal 1948 al 1992. Fu confermata nelle successive legge Calderoli (legge 21 dicembre 2005, n. 270) e legge Rosato (legge 3 novembre 2017, n. 165).
Il territorio della circoscrizione include la città metropolitana di Milano (fino al 2017 nella sua integrità, mentre in seguito 10 comuni sono stati ricompresi nella circoscrizione Lombardia 4) e la provincia di Monza e della Brianza.

## Dal 1993 al 2005

### Collegi uninominali
| Mappa | Collegio                  | Comuni |
| ----- | ------------------------- | --- |
|       | 1. Milano 1               | - Parte di Milano |
|       | 2. Milano 2               | - Parte di Milano |
|       | 3. Milano 3               | - Parte di Milano |
|       | 4. Milano 4               | - Parte di Milano |
|       | 5. Milano 5               | - Parte di Milano |
|       | 6. Milano 6               | - Parte di Milano |
|       | 7. Milano 7               | - Parte di Milano |
|       | 8. Milano 8               | - Parte di Milano |
|       | 9. Milano 9               | - Parte di Milano |
|       | 10. Milano 10             | - Parte di Milano |
|       | 11. Milano 11             | - Parte di Milano |
|       | 12. Rozzano               | - Basiglio - Binasco - Bubbiano - Calvignasco - Carpiano - Casarile - Lacchiarella - Locate di Triulzi - Noviglio - Opera - Pieve Emanuele - Rozzano - Vernate - Zibido San Giacomo |
|       | 13. Corsico               | - Assago - Buccinasco - Cesano Boscone - Cisliano - Corsico - Cusago - Gaggiano - Trezzano sul Naviglio |
|       | 14. Abbiategrasso         | - Abbiategrasso - Albairate - Bareggio - Besate - Cassinetta di Lugagnano - Corbetta - Gudo Visconti - Magenta - Morimondo - Motta Visconti - Ozzero - Robecco sul Naviglio - Rosate - Sedriano - Vermezzo - Vittuone - Zelo Surrigone                                                                           |
|       | 15. Busto Garolfo         | - Arconate - Arluno - Bernate Ticino - Boffalora sopra Ticino - Buscate - Busto Garolfo - Casorezzo - Castano Primo - Cuggiono - Dairago - Inveruno - Magnago - Marcallo con Casone - Mesero - Nosate - Ossona - Robecchetto con Induno - Santo Stefano Ticino - Turbigo - Vanzaghello - Villa Cortese           |
|       | 16. Legnano               | - Canegrate - Cerro Maggiore - Legnano - Parabiago - Rescaldina - San Giorgio su Legnano - San Vittore Olona |
|       | 17. Rho                   | - Cornaredo - Nerviano - Pero - Pogliano Milanese - Pregnana Milanese - Rho - Settimo Milanese - Vanzago |
|       | 18. Bollate               | - Arese - Bollate - Garbagnate Milanese - Lainate - Novate Milanese |
|       | 19. Limbiate              | - Barlassina - Ceriano Laghetto - Cogliate - Lazzate - Lentate sul Seveso - Limbiate - Meda - Misinto - Cesate - Solaro |
|       | 20. Paderno Dugnano       | - Cormano - Cusano Milanino - Paderno Dugnano - Senago - Varedo |
|       | 21. Sesto San Giovanni    | - Bresso - Sesto San Giovanni |
|       | 22. Cinisello Balsamo     | - Cinisello Balsamo - Muggiò - Nova Milanese |
|       | 23. Desio                 | - Bovisio-Masciago - Cesano Maderno - Desio - Lissone - Seveso |
|       | 24. Seregno               | - Albiate - Besana in Brianza - Briosco - Carate Brianza - Giussano - Renate - Seregno - Triuggio - Veduggio con Colzano - Verano Brianza |
|       | 25. Monza                 | - Monza |
|       | 26. Vimercate             | - Arcore - Biassono - Camparada - Concorezzo - Correzzana - Lesmo - Macherio - Sovico - Usmate Velate - Villasanta - Vimercate |
|       | 27. Agrate Brianza        | - Agrate Brianza - Aicurzio - Bellusco - Bernareggio - Burago di Molgora - Busnago - Caponago - Carnate - Cavenago di Brianza - Cornate d'Adda - Mezzago - Ornago - Roncello - Ronco Briantino - Sulbiate - Vedano al Lambro - Bussero - Cambiago - Carugate - Grezzago - Pessano con Bornago - Trezzo sull'Adda |
|       | 28. Cologno Monzese       | - Vimodrone - Cologno Monzese - Cernusco sul Naviglio - Brugherio |
|       | 29. Melzo                 | - Basiano - Bellinzago Lombardo - Cassano d'Adda - Cassina de' Pecchi - Gessate - Gorgonzola - Inzago - Liscate - Masate - Melzo - Pozzo d'Adda - Pozzuolo Martesana - Trezzano Rosa - Truccazzano - Vaprio d'Adda - Vignate                                                                                     |
|       | 30. Pioltello             | - Pantigliate - Paullo - Peschiera Borromeo - Pioltello - Rodano - Segrate - Settala |
|       | 31. San Giuliano Milanese | - Cerro al Lambro - Colturano - Dresano - Mediglia - Melegnano - San Colombano al Lambro - San Donato Milanese - San Giuliano Milanese - San Zenone al Lambro - Tribiano - Vizzolo Predabissi |

### XII legislatura

#### Risultati elettorali
| Coalizioni                   | Liste                              | Proporzionale | Proporzionale | Proporzionale | Maggioritario | Maggioritario | Maggioritario |
| Coalizioni                   | Liste                              | Voti          | %             | Seggi         | Voti          | %             | Seggi         |
| ---------------------------- | ---------------------------------- | ------------- | ------------- | ------------- | ------------- | ------------- | ------------- |
| Polo delle Libertà           | Forza Italia                       | 787.453       | 28.15         | 2             | 1.464.524     | 52,99         | 31            |
| Polo delle Libertà           | Lega Nord                          | 485.958       | 17,37         | 1             | 1.464.524     | 52,99         | 31            |
| Progressisti                 | Partito Democratico della Sinistra | 416.909       | 14,90         | 3             | 766.924       | 27,75         | -             |
| Progressisti                 | Rifondazione Comunista             | 158.749       | 5,67          | 1             | 766.924       | 27,75         | -             |
| Progressisti                 | Federazione dei Verdi              | 78.987        | 2,82          | -             | 766.924       | 27,75         | -             |
| Progressisti                 | Alleanza Democratica               | 50.318        | 1,80          | -             | 766.924       | 27,75         | -             |
| Progressisti                 | La Rete                            | 46.966        | 1,68          | -             | 766.924       | 27,75         | -             |
| Progressisti                 | Partito Socialista Italiano        | 35.296        | 1,26          | -             | 766.924       | 27,75         | -             |
| Patto per l'Italia           | Partito Popolare Italiano          | 232.741       | 8,32          | 1             | 299.729       | 10,84         | -             |
| Patto per l'Italia           | Patto Segni                        | 122.703       | 4,39          | 1             | 299.729       | 10,84         | -             |
| Alleanza Nazionale           | Alleanza Nazionale                 | 178.007       | 6,36          | 1             | 195.894       | 7,09          | -             |
| Lista Pannella - Riformatori | Lista Pannella - Riformatori       | 156.610       | 5,60          | -             | 33.347        | 1,21          | -             |
| Lega Alpina Lumbarda         | Lega Alpina Lumbarda               | 31.410        | 1,12          | -             | 2.012         | 0,07          | -             |
| Lega Angela Bossi            | Lega Angela Bossi                  | 15.234        | 0,54          | -             | N.D.          | N.D.          | N.D.          |
| Rinnovamento                 | Rinnovamento                       | N.D.          | N.D.          | N.D.          | 801           | 0,03          | -             |
| Partito di Centro            | Partito di Centro                  | N.D.          | N.D.          | N.D.          | 774           | 0,03          | -             |
| Totale                       | Totale                             | 2.797.341     |               | 10            | 2.764.005     |               | 31            |

#### Eletti

##### Parte proporzionale
| Forza Italia                                  | Lega Nord        | Partito Democratico della Sinistra                     | Partito Popolare Italiano | Alleanza Nazionale | Rifondazione Comunista | Patto Segni       |
| --------------------------------------------- | ---------------- | ------------------------------------------------------ | ------------------------- | ------------------ | ---------------------- | ----------------- |
|                                               |                  |                                                        |                           |                    |                        |                   |
| - Ombretta Fumagalli Carulli - Mario Valducci | - Daniela Lauber | - Franco Bassanini - Aldo Rebecchi - Carla Stampacchia | - Roberto Formigoni       | - Ignazio La Russa | - Maria Carazzi        | - Giulio Tremonti |

##### Parte maggioritaria
Eletti nel Polo delle Libertà (FI - LN)
| Collegio              | Deputato | Deputato               | Partito | Partito              |
| --------------------- | -------- | ---------------------- | ------- | -------------------- |
| Milano 1              |          | Umberto Bossi          |         | Lega Nord            |
| Milano 2              |          | Luigi Negri            |         | Lega Nord            |
| Milano 3              |          | Adriano Teso           |         | Forza Italia         |
| Milano 4              |          | Vittorio Dotti         |         | Forza Italia         |
| Milano 5              |          | Vincenzo Ciruzzi       |         | Lega Nord            |
| Milano 6              |          | Luigi Rossi            |         | Lega Nord            |
| Milano 7              |          | Stefano Podestà        |         | Lega Nord            |
| Milano 8              |          | Roberto Bernardelli    |         | Lega Nord            |
| Milano 9              |          | Roberto Ronchi         |         | Lega Nord            |
| Milano 10             |          | Irene Pivetti          |         | Lega Nord            |
| Milano 11             |          | Alberto di Luca        |         | Forza Italia         |
| Rozzano               |          | Valentina Aprea        |         | Forza Italia         |
| Corsico               |          | Claudio Graticola      |         | Lega Nord            |
| Abbiategrasso         |          | Franca Valenti         |         | Lega Nord            |
| Busto Garolfo         |          | Giuseppe Rossetto      |         | Lega Nord            |
| Legnano               |          | Marcello Lazzati       |         | Lega Nord            |
| Rho                   |          | Vittorio Lodolo D'Oria |         | Forza Italia         |
| Bollate               |          | Elio Vito              |         | Forza Italia         |
| Limbiate              |          | Maurizio Porta         |         | Forza Italia         |
| Paderno Dugnano       |          | Carlo Usiglio          |         | Forza Italia         |
| Sesto San Giovanni    |          | Pierangelo Paleari     |         | Forza Italia         |
| Cinisello Balsamo     |          | Paolo Romani           |         | Forza Italia         |
| Desio                 |          | Carlo Conti            |         | Lega Nord            |
| Seregno               |          | Francesco Formenti     |         | Lega Nord            |
| Monza                 |          | Raffaele della Valle   |         | Forza Italia         |
| Vimercate             |          | Ludovico Gilberti      |         | Lega Nord            |
| Agrate Brianza        |          | Elisabetta Castellazzi |         | Lega Nord            |
| Cologno Monzese       |          | Corrado Peraboni       |         | Lega Nord            |
| Melzo                 |          | Alessandro Rubino      |         | Forza Italia         |
| Pioltello             |          | Roberto Grugnetti      |         | Lega Nord            |
| San Giuliano Milanese |          | Marco Taradash         |         | Lista Marco Pannella |

### XIII legislatura

#### Risultati elettorali
| Coalizioni                           | Liste                                | Proporzionale | Proporzionale | Proporzionale | Maggioritario | Maggioritario | Maggioritario |
| Coalizioni                           | Liste                                | Voti          | %             | Seggi         | Voti          | %             | Seggi         |
| ------------------------------------ | ------------------------------------ | ------------- | ------------- | ------------- | ------------- | ------------- | ------------- |
| Polo per le Libertà                  | Forza Italia                         | 738.308       | 27,56         | 1             | 1.116.580     | 41,90         | 22            |
| Polo per le Libertà                  | Alleanza Nazionale                   | 259.322       | 9,68          | 1             | 1.116.580     | 41,90         | 22            |
| Polo per le Libertà                  | CCD-CDU                              | 107.412       | 4,01          | -             | 1.116.580     | 41,90         | 22            |
| L'Ulivo                              | Partito Democratico della Sinistra   | 487.298       | 18,19         | 2             | 1.035.257     | 38,85         | 9             |
| L'Ulivo                              | Popolari per Prodi                   | 141.448       | 5,28          | -             | 1.035.257     | 38,85         | 9             |
| L'Ulivo                              | Rinnovamento Italiano                | 109.670       | 4,09          | 1             | 1.035.257     | 38,85         | 9             |
| L'Ulivo                              | Federazione dei Verdi                | 68.781        | 2,57          | -             | 1.035.257     | 38,85         | 9             |
| Lega Nord                            | Lega Nord                            | 449.088       | 16,77         | 3             | 489.511       | 18,37         | -             |
| Rifondazione Comunista               | Rifondazione Comunista               | 214.998       | 8,03          | 2             | N.D.          | N.D.          | N.D.          |
| Lista Pannella-Sgarbi                | Lista Pannella-Sgarbi                | 79.939        | 2,98          | -             | N.D.          | N.D.          | N.D.          |
| Fiamma Tricolore                     | Fiamma Tricolore                     | 16.116        | 0,60          | -             | 9.055         | 0,34          | -             |
| Partito Umanista                     | Partito Umanista                     | 6.268         | 0,23          | -             | 12.571        | 0,47          | -             |
| Lega Nazionale Istria Fiume Dalmazia | Lega Nazionale Istria Fiume Dalmazia | N.D.          | N.D.          | N.D.          | 1.653         | 0,06          | -             |
| Totale                               | Totale                               | 2.678.648     |               | 10            | 2.664.627     |               | 31            |

#### Eletti

##### Parte proporzionale
| Forza Italia     | Partito Democratico della Sinistra | Lega Nord                                                 | Alleanza Nazionale | Rifondazione Comunista             | Rinnovamento Italiano |
| ---------------- | ---------------------------------- | --------------------------------------------------------- | ------------------ | ---------------------------------- | --------------------- |
|                  |                                    |                                                           |                    |                                    |                       |
| - Lucio Colletti | - Gloria Buffo - Michele Salvati   | - Francesco Formenti - Roberto Grugnetti - Roberto Maroni | - Pietro Armani    | - Maria Carazzi - Giuliano Pisapia | - Paolo Ricciotti     |

##### Parte maggioritaria
Eletti nel Polo per le Libertà (FI - AN - CCD-CDU)
     Eletti nell'Ulivo (PDS - P-S-P-U-P - RI - FdV)
| Collegio              | Deputato          | Deputato                      | Partito |
| --------------------- | ----------------- | ----------------------------- | ------- |
| Milano 1              |                   | Silvio Berlusconi             |         |
| Milano 2              |                   | Ignazio La Russa              |         |
| Milano 3              |                   | Rocco Buttiglione             |         |
| Milano 4              |                   | Michele Saponara              |         |
| Milano 5              |                   | Mario Valducci                |         |
| Milano 6              |                   | Achille Serra                 |         |
| Milano 6              | Gaetano Pecorella |                               |         |
| Milano 7              |                   | Gabriele Pagliuzzi            |         |
| Milano 8              |                   | Tiziana Maiolo                |         |
| Milano 9              |                   | Franco Danieli                |         |
| Milano 10             |                   | Gabriele Cimadoro             |         |
| Milano 11             |                   | Alberto di Luca               |         |
| Rozzano               |                   | Valentina Aprea               |         |
| Corsico               |                   | Giuseppe Rossetto             |         |
| Abbiategrasso         |                   | Giovanni Deodato              |         |
| Busto Garolfo         |                   | Paolo Romani                  |         |
| Legnano               |                   | Giulio Savelli                |         |
| Rho                   |                   | Franco Monaco                 |         |
| Bollate               |                   | Carlo Stelluti                |         |
| Limbiate              |                   | Roberto Alboni                |         |
| Paderno Dugnano       |                   | Nando dalla Chiesa            |         |
| Sesto San Giovanni    |                   | Giovanni Bianchi              |         |
| Cinisello Balsamo     |                   | Marco Fumagalli               |         |
| Desio                 |                   | Dario Rivolta                 |         |
| Seregno               |                   | Alessandro Rubino             |         |
| Monza                 |                   | Roberto Radice                |         |
| Vimercate             |                   | Anna Maria De Luca            |         |
| Agrate Brianza        |                   | Lino Duilio                   |         |
| Cologno Monzese       |                   | Gian Paolo Landi di Chiavenna |         |
| Melzo                 |                   | Sergio Fumagalli              |         |
| Pioltello             |                   | Domenico Lo Jucco             |         |
| San Giuliano Milanese |                   | Ferdinando Targetti           |         |

1. ↑  Dimissionario in data 31.03.1998
2. ↑  In seguito alle elezioni suppletive del 21.06.1998

### XIV legislatura

#### Risultati elettorali
| Coalizioni             | Liste                   | Proporzionale | Proporzionale | Proporzionale | Maggioritario | Maggioritario | Maggioritario |
| Coalizioni             | Liste                   | Voti          | %             | Seggi         | Voti          | %             | Seggi         |
| ---------------------- | ----------------------- | ------------- | ------------- | ------------- | ------------- | ------------- | ------------- |
| Casa delle Libertà     | Forza Italia            | 870.838       | 33,71         | 4             | 1.325.259     | 51,99         | 29            |
| Casa delle Libertà     | Alleanza Nazionale      | 253.253       | 9,80          | 1             | 1.325.259     | 51,99         | 29            |
| Casa delle Libertà     | Lega Nord               | 192.652       | 7,46          | -             | 1.325.259     | 51,99         | 29            |
| Casa delle Libertà     | CCD-CDU                 | 47.879        | 1,85          | -             | 1.325.259     | 51,99         | 29            |
| L'Ulivo                | La Margherita           | 416.488       | 16,12         | 2             | 1.044.267     | 40,97         | 2             |
| L'Ulivo                | Democratici di Sinistra | 342.744       | 13,27         | 2             | 1.044.267     | 40,97         | 2             |
| L'Ulivo                | Il Girasole             | 50.668        | 1,96          | -             | 1.044.267     | 40,97         | 2             |
| L'Ulivo                | Comunisti Italiani      | 41.619        | 1,61          | -             | 1.044.267     | 40,97         | 2             |
| Rifondazione Comunista | Rifondazione Comunista  | 142.248       | 5,51          | 1             | N.D.          | N.D.          | N.D.          |
| Italia dei Valori      | Italia dei Valori       | 97.451        | 3,77          | -             | 136.963       | 5,37          | -             |
| Lista Emma Bonino      | Lista Emma Bonino       | 81.155        | 3,14          | -             | 20.416        | 0,80          | -             |
| Partito Pensionati     | Partito Pensionati      | 26.239        | 1,02          | -             | N.D.          | N.D.          | N.D.          |
| Democrazia Europea     | Democrazia Europea      | 18.506        | 0,72          | -             | 20.651        | 0,81          | -             |
| Abolizione Scorporo    | Abolizione Scorporo     | 1.590         | 0,06          | -             | N.D.          | N.D.          | N.D.          |
| Popolo Alto Milanese   | Popolo Alto Milanese    | N.D.          | N.D.          | N.D.          | 1.409         | 0,06          | -             |
| Totale                 | Totale                  | 2.583.330     |               | 10            | 2.548.965     |               | 31            |

#### Eletti

##### Parte proporzionale
| Forza Italia                                                     | La Margherita                 | Democratici di Sinistra                   | Alleanza Nazionale | Rifondazione Comunista |
| ---------------------------------------------------------------- | ----------------------------- | ----------------------------------------- | ------------------ | ---------------------- |
|                                                                  |                               |                                           |                    |                        |
| - Sandro Bondi - Ivano Leccisi - Giorgio Lainati - Non assegnato | - Lino Duilio - Santino Loddo | - Barbara Pollastrini - Erminio Quartiani | - Andrea Ronchi    | - Giuliano Pisapia     |

##### Parte maggioritaria
Eletti nella Casa delle Libertà (FI - AN - LN - CCD-CDU)
     Eletti nell'Ulivo (DS - DL - Girasole - PdCI)
| Collegio              | Deputato         | Deputato                      | Partito |
| --------------------- | ---------------- | ----------------------------- | ------- |
| Milano 1              |                  | Silvio Berlusconi             |         |
| Milano 2              |                  | Ignazio La Russa              |         |
| Milano 3              |                  | Umberto Bossi                 |         |
| Milano 3              | Roberto Zaccaria |                               |         |
| Milano 4              |                  | Michele Saponara              |         |
| Milano 5              |                  | Mario Valducci                |         |
| Milano 6              |                  | Gaetano Pecorella             |         |
| Milano 7              |                  | Pietro Armani                 |         |
| Milano 8              |                  | Egidio Sterpa                 |         |
| Milano 9              |                  | Francesco Colucci             |         |
| Milano 10             |                  | Rocco Buttiglione             |         |
| Milano 11             |                  | Alberto di Luca               |         |
| Rozzano               |                  | Valentina Aprea               |         |
| Corsico               |                  | Fabrizio Cicchitto            |         |
| Abbiategrasso         |                  | Giovanni Deodato              |         |
| Busto Garolfo         |                  | Paolo Romani                  |         |
| Legnano               |                  | Luigi Casero                  |         |
| Rho                   |                  | Gianfranco Rotondi            |         |
| Bollate               |                  | Pierfrancesco Gamba           |         |
| Limbiate              |                  | Roberto Alboni                |         |
| Paderno Dugnano       |                  | Giancarlo Pagliarini          |         |
| Sesto San Giovanni    |                  | Giovanni Bianchi              |         |
| Cinisello Balsamo     |                  | Marco Fumagalli               |         |
| Desio                 |                  | Dario Rivolta                 |         |
| Seregno               |                  | Andrea Di Teodoro             |         |
| Monza                 |                  | Giulio Schmidt                |         |
| Vimercate             |                  | Giuliano Urbani               |         |
| Agrate Brianza        |                  | Emerenzio Barbieri            |         |
| Cologno Monzese       |                  | Gian Paolo Landi di Chiavenna |         |
| Melzo                 |                  | Carlo Taormina                |         |
| Pioltello             |                  | Guido Possa                   |         |
| San Giuliano Milanese |                  | Fabio Minoli Rota             |         |

1. ↑  Dimissionario in data 19.04.2004
2. ↑  In seguito alle elezioni suppletive del 24-25 ottobre 2004

## Dal 2005 al 2017

### XV legislatura

#### Risultati elettorali
|                               | Forza Italia                                      | 715 229   | 27,77 | 10 |  |  |  |  |  |
|                               | Alleanza Nazionale                                | 280 726   | 10,90 | 4  |  |  |  |  |  |
|                               | Lega Nord – MPA                                   | 199 331   | 7,74  | 3  |  |  |  |  |  |
|                               | Unione dei Democratici Cristiani e di Centro      | 136 905   | 5,31  | 2  |  |  |  |  |  |
|                               | Alternativa Sociale                               | 17 905    | 0,70  | –  |  |  |  |  |  |
|                               | Democrazia Cristiana per le Autonomie – Nuovo PSI | 13 674    | 0,53  | –  |  |  |  |  |  |
|                               | Fiamma Tricolore                                  | 12 504    | 0,49  | –  |  |  |  |  |  |
|                               | No Euro                                           | 5 905     | 0,23  | –  |  |  |  |  |  |
|                               | Totale coalizione                                 | 1 382 179 | 53,66 | 19 |  |  |  |  |  |
|                               | L'Ulivo                                           | 738 780   | 28,68 | 14 |  |  |  |  |  |
|                               | Partito della Rifondazione Comunista              | 167 457   | 6,50  | 3  |  |  |  |  |  |
|                               | Rosa nel Pugno                                    | 72 733    | 2,82  | 1  |  |  |  |  |  |
|                               | Federazione dei Verdi                             | 62 723    | 2,43  | 1  |  |  |  |  |  |
|                               | Italia dei Valori                                 | 55 966    | 2,17  | 1  |  |  |  |  |  |
|                               | Partito dei Comunisti Italiani                    | 48 958    | 1,90  | 1  |  |  |  |  |  |
|                               | Partito Pensionati                                | 39 205    | 1,52  | –  |  |  |  |  |  |
|                               | Popolari UDEUR                                    | 7 996     | 0,31  | –  |  |  |  |  |  |
|                               | Totale coalizione                                 | 1 193 818 | 46,34 | 21 |  |  |  |  |  |
| Totale                        | Totale                                            | 2 575 997 | 100   | 40 |  |  |  |  |  |
|                               |                                                   |           |       |    |  |  |  |  |  |
| Voti non validi               | Voti non validi                                   | 52 216    | 1,99  |    |  |  |  |  |  |
| Votanti                       | Votanti                                           | 2 628 213 | 86,77 |    |  |  |  |  |  |
| Elettori                      | Elettori                                          | 3 029 039 |       |    |  |  |  |  |  |
|                               |                                                   |           |       |    |  |  |  |  |  |
| Fonte: Ministero dell'interno |                                                   |           |       |    |  |  |  |  |  |

#### Eletti
| L'Ulivo | Rifondazione Comunista | Rosa nel Pugno                                                                             | Federazione dei Verdi                                                  | Italia dei Valori                    | Comunisti Italiani                     |
| --- | --- | ------------------------------------------------------------------------------------------ | ---------------------------------------------------------------------- | ------------------------------------ | -------------------------------------- |
| | |                                                                                            |                                                                        |                                      |                                        |
| - → Romano Prodi - → Piero Fassino - Enrico Letta - Ricardo Franco Levi - Barbara Pollastrini - Vincenzo Visco - Franco Monaco - Marco Fumagalli - Erminio Quartiani - Enrico Farinone - Franco Grillini - Pierluigi Mantini - Emilia De Biasi - Emanuele Fiano - Roberto Zaccaria - Lino Duilio | - → Fausto Bertinotti - Graziella Mascia - Augusto Rocchi - Daniele Farina                                                                | - → Enrico Boselli - → Emma Bonino - → Marco Cappato - → Roberto Villetti - Maurizio Turco | - → Alfonso Pecoraro Scanio - → Marco Lion - Carlo Monguzzi            | - → Antonio Di Pietro - Giorgio Calò | - → Oliviero Diliberto - Cosimo Sgobio |
| | |                                                                                            |                                                                        |                                      |                                        |
| Forza Italia | Alleanza Nazionale | Lega Nord                                                                                  | Unione dei Democratici Cristiani                                       |                                      |                                        |
| | |                                                                                            |                                                                        |                                      |                                        |
| - → Silvio Berlusconi - → Giulio Tremonti - → Sandro Bondi - → Fabrizio Cicchitto - Stefania Craxi - Mario Valducci - Paolo Romani - Maurizio Lupi - Francesco Colucci - Luigi Casero - Valentina Aprea - Gaetano Pecorella - Mariella Bocciardo - Dario Rivolta                                 | - → Gianfranco Fini - → Ignazio La Russa - Andrea Ronchi - Paola Frassinetti - Riccardo De Corato - → Pietro Armani - Pierfrancesco Gamba | - → Umberto Bossi - Giancarlo Giorgetti - Paolo Grimoldi - Massimo Garavaglia              | - Pier Ferdinando Casini - → Luisa Capitanio Santolini - Bruno Tabacci |                                      |                                        |

1. ↑  Opta per la circoscrizione Emilia-Romagna
2. ↑  Opta per la circoscrizione Piemonte 1
3. ↑  Opta per la circoscrizione Piemonte 1
4. ↑  Opta per la circoscrizione Sicilia 2
5. ↑  Opta per la circoscrizione Veneto 2
6. ↑  Opta per la circoscrizione Piemonte 2
7. ↑  Opta per la circoscrizione Sardegna
8. ↑  Opta per la circoscrizione Campania 2
9. ↑  Opta per la circoscrizione Marche
10. ↑  Dimissionario in data 06.06.2006; subentra Roberto Poletti in pari data (avendo Grazia Francescato optato per la circoscrizione Friuli-Venezia Giulia e Camillo Piazza per la circoscrizione Lombardia 2
11. ↑  Opta per la circoscrizione Veneto 2
12. ↑  Dimissionario in data 06.06.2006; subentra Stefano Pedica in pari data (avendo Leoluca Orlando optato per la circoscrizione Sicilia 1
13. ↑  Opta per la circoscrizione Sicilia 1
14. ↑  Opta per la circoscrizione Campania 1
15. ↑  Opta per la circoscrizione Calabria
16. ↑  Opta per la circoscrizione Campania 2
17. ↑  Opta per la circoscrizione Lazio 1
18. ↑  Opta per la circoscrizione Emilia-Romagna
19. ↑  Opta per la circoscrizione Liguria
20. ↑  Opta per la circoscrizione Lombardia 2
21. ↑  Mantiene la carica di europarlamentare
22. ↑  Opta per la circoscrizione Umbria

### XVI legislatura

#### Risultati elettorali
|                               | Il Popolo della Libertà               | 883 573   | 35,94 | 16 |  |  |  |  |  |
|                               | Lega Nord                             | 394 957   | 16,06 | 8  |  |  |  |  |  |
|                               | Totale coalizione                     | 1 278 530 | 52,00 | 24 |  |  |  |  |  |
|                               | Partito Democratico                   | 763 919   | 31,07 | 13 |  |  |  |  |  |
|                               | Italia dei Valori                     | 111 710   | 4,54  | 2  |  |  |  |  |  |
|                               | Totale coalizione                     | 875 629   | 35,62 | 15 |  |  |  |  |  |
|                               | La Sinistra l'Arcobaleno              | 86 746    | 3,53  | –  |  |  |  |  |  |
|                               | Unione di Centro                      | 86 511    | 3,52  | 1  |  |  |  |  |  |
|                               | La Destra - Fiamma Tricolore          | 55 767    | 2,27  | –  |  |  |  |  |  |
|                               | Partito Socialista                    | 15 617    | 0,64  | –  |  |  |  |  |  |
|                               | Partito Comunista dei Lavoratori      | 12 363    | 0,50  | –  |  |  |  |  |  |
|                               | Associazione per la Difesa della Vita | 11 814    | 0,48  | –  |  |  |  |  |  |
|                               | Sinistra Critica                      | 11 456    | 0,47  | –  |  |  |  |  |  |
|                               | Lista dei Grilli Parlanti             | 11 163    | 0,45  | –  |  |  |  |  |  |
|                               | Per il Bene Comune                    | 7 186     | 0,29  | –  |  |  |  |  |  |
|                               | Unione Democratica per i Consumatori  | 5 747     | 0,23  | –  |  |  |  |  |  |
| Totale                        | Totale                                | 2 458 529 | 100   | 40 |  |  |  |  |  |
|                               |                                       |           |       |    |  |  |  |  |  |
| Voti non validi               | Voti non validi                       | 57 544    | 2,29  |    |  |  |  |  |  |
| Votanti                       | Votanti                               | 2 516 073 | 83,56 |    |  |  |  |  |  |
| Elettori                      | Elettori                              | 3 010 948 |       |    |  |  |  |  |  |
|                               |                                       |           |       |    |  |  |  |  |  |
| Fonte: Ministero dell'interno |                                       |           |       |    |  |  |  |  |  |

#### Eletti
| Il Popolo della Libertà |
| --- |
| |
| - → Silvio Berlusconi - → Gianfranco Fini - Ignazio La Russa - Stefania Craxi - Gianfranco Rotondi - Andrea Ronchi - Mario Valducci - Paolo Romani - Maurizio Lupi - Cristiana Muscardini - Luigi Casero - Francesco Colucci - Gaetano Pecorella - Paola Frassinetti - Valentina Aprea - Mariella Bocciardo - Elena Centemero - Riccardo De Corato |
| Lega Nord |
| |
| - Umberto Bossi - Giancarlo Giorgetti - Ettore Pietro Pirovano - Paolo Grimoldi - Matteo Salvini - Giacomo Chiappori - Claudio D'Amico - Laura Molteni |

| Partito Democratico |
| --- |
| |
| - Matteo Colaninno - → Walter Veltroni - Linda Lanzillotta - Barbara Pollastrini - Erminio Quartiani - Enrico Farinone - Furio Colombo - Emilia De Biasi - Emanuele Fiano - Vinicio Peluffo - Alessia Mosca - Roberto Zaccaria - Lino Duilio - Pierluigi Mantini |
| Italia dei Valori |
| |
| - → Antonio Di Pietro - → Silvana Mura - → Sergio Michele Piffari - Gabriele Cimadoro - → Antonio Palagiano - Anita Di Giuseppe |

| Unione di Centro |
| ---------------- |
|                  |
| - Bruno Tabacci  |

1. ↑  Opta per la circoscrizione Molise
2. ↑  Opta per la circoscrizione Emilia-Romagna
3. ↑  Dimissionaria in data 29.04.2008 (mantiene la carica di europarlamentare); subentra Giorgio Stracquadanio in pari data
4. ↑  Opta per la circoscrizione Lazio 1
5. ↑  Opta per la circoscrizione Molise
6. ↑  Opta per la circoscrizione Emilia-Romagna
7. ↑  Opta per la circoscrizione Lombardia 2
8. ↑  Opta per la circoscrizione Emilia-Romagna

### XVII legislatura

#### Risultati elettorali
|                               | Il Popolo della Libertà          | 476 981   | 20,66 | 5  |  |  |  |  |  |
|                               | Lega Nord                        | 200 214   | 8,67  | 2  |  |  |  |  |  |
|                               | Fratelli d'Italia                | 35 074    | 1,52  | 1  |  |  |  |  |  |
|                               | La Destra                        | 7 225     | 0,31  | –  |  |  |  |  |  |
|                               | Moderati in Rivoluzione          | 2 808     | 0,12  | –  |  |  |  |  |  |
|                               | Intesa Popolare                  | 1 701     | 0,07  | –  |  |  |  |  |  |
|                               | Totale coalizione                | 724 003   | 31,35 | 8  |  |  |  |  |  |
|                               | Partito Democratico              | 638 627   | 27,66 | 21 |  |  |  |  |  |
|                               | Sinistra Ecologia Libertà        | 68 974    | 2,99  | 2  |  |  |  |  |  |
|                               | Centro Democratico               | 4 373     | 0,19  | –  |  |  |  |  |  |
|                               | Totale coalizione                | 711 974   | 30,83 | 23 |  |  |  |  |  |
|                               | Movimento 5 Stelle               | 472 154   | 20,45 | 6  |  |  |  |  |  |
|                               | Scelta Civica                    | 258 452   | 11,19 | 3  |  |  |  |  |  |
|                               | Unione di Centro                 | 20 414    | 0,88  | –  |  |  |  |  |  |
|                               | Futuro e Libertà per l'Italia    | 6 075     | 0,26  | –  |  |  |  |  |  |
|                               | Totale coalizione                | 284 941   | 12,34 | 3  |  |  |  |  |  |
|                               | Fare per Fermare il Declino      | 48 333    | 2,09  | –  |  |  |  |  |  |
|                               | Rivoluzione Civile               | 40 686    | 1,76  | –  |  |  |  |  |  |
|                               | Partito Comunista dei Lavoratori | 8 878     | 0,38  | –  |  |  |  |  |  |
|                               | Forza Nuova                      | 8 059     | 0,35  | –  |  |  |  |  |  |
|                               | I Pirati                         | 4 577     | 0,20  | –  |  |  |  |  |  |
|                               | Io Amo l'Italia                  | 4 194     | 0,18  | –  |  |  |  |  |  |
|                               | Riformisti Italiani              | 1 286     | 0,06  | –  |  |  |  |  |  |
| Totale                        | Totale                           | 2 309 085 | 100   | 40 |  |  |  |  |  |
|                               |                                  |           |       |    |  |  |  |  |  |
| Voti non validi               | Voti non validi                  | 67 692    | 2,85  |    |  |  |  |  |  |
| Votanti                       | Votanti                          | 2 376 777 | 79,29 |    |  |  |  |  |  |
| Elettori                      | Elettori                         | 2 997 661 |       |    |  |  |  |  |  |
|                               |                                  |           |       |    |  |  |  |  |  |
| Fonte: Ministero dell'interno |                                  |           |       |    |  |  |  |  |  |

#### Eletti
| Partito Democratico |
| --- |
| |
| - Pier Luigi Bersani - Giampaolo Galli - Barbara Pollastrini - Matteo Mauri - Michela Marzano - Giuseppe Civati - Lia Quartapelle - Emanuele Fiano - Francesco Laforgia - Franco Monaco - Vinicio Peluffo - Alessia Mosca - Eleonora Cimbro - Paolo Cova - Fabrizia Giuliani - Ezio Casati - Roberto Rampi - Daniela Gasparini - Ernesto Carbone - Pia Locatelli - Simona Malpezzi |
| Sinistra Ecologia Libertà |
| |
| - Claudio Fava - Daniele Farina |

| Il Popolo della Libertà                                                            |
| ---------------------------------------------------------------------------------- |
|                                                                                    |
| - Maurizio Lupi - Luigi Casero - Elena Centemero - Maurizio Bernardo - Luca Squeri |
| Lega Nord                                                                          |
|                                                                                    |
| - → Matteo Salvini - Paolo Grimoldi - Marco Rondini                                |
| Fratelli d'Italia                                                                  |
|                                                                                    |
| - → Ignazio La Russa - Massimo Corsaro                                             |

| Movimento 5 Stelle                                                                                        |
| --- |
| |
| - Paola Carinelli - Massimo De Rosa - Vincenzo Caso - Manlio Di Stefano - Davide Tripiedi - Daniele Pesco |

| Scelta Civica                                                       |
| ------------------------------------------------------------------- |
|                                                                     |
| - Ilaria Borletti Buitoni - Stefano Dambruoso - Gianfranco Librandi |

1. ↑  Mantiene la carica di europarlamentare
2. ↑  Opta per la circoscrizione Puglia

## Dal 2017

### Collegi elettorali

#### Dal 2017 al 2020
Alla circoscrizione sono attribuiti 40 seggi: 15 sono assegnati mediante sistema maggioritario, in altrettanti collegi uninominali; 25 mediante sistema proporzionale, all'interno di quattro collegi plurinominali.
| Collegi plurinominali | Collegi plurinominali | Collegi uninominali |
| --------------------- | --------------------- | --- |
|                       | Lombardia 1 - 01      | - 04 - Seregno - 05 - Monza - 06 - Gorgonzola                                                                                |
|                       | Lombardia 1 - 02      | - 03 - Bollate - 07 - Cinisello Balsamo - 09 - Milano - Sesto San Giovanni - 10 - Cologno Monzese                            |
|                       | Lombardia 1 - 03      | - 08 - Milano - Quarto Oggiaro - 11 - Milano - San Siro - 12 - Milano centro - 13 - Milano - Loreto - 14 - Milano - Rogoredo |
|                       | Lombardia 1 - 04      | - 01 - Abbiategrasso - 02 - Legnano - 15 - Rozzano                                                                           |

#### Dal 2020
In seguito alla riforma costituzionale del 2020 in tema di riduzione del numero dei parlamentari, alla circoscrizione sono attribuiti 25 seggi: 9 assegnati mediante sistema maggioritario, in altrettanti collegi uninominali; 16 mediante sistema proporzionale, all'interno di due collegi plurinominali.
| Collegi plurinominali | Collegi plurinominali | Collegi uninominali |
| --------------------- | --------------------- | --- |
|                       | Lombardia 1 - 01      | - 04 - Rozzano - 05 - Legnano - 07 - Milano - Loreto - 08 - Milano - Bande Nere - 09 - Milano - Buenos Aires - Venezia |
|                       | Lombardia 1 - 02      | - 01 - Monza - 02 - Seregno - 03 - Cologno Monzese - 06 - Sesto San Giovanni                                           |

### XVIII legislatura

#### Risultati elettorali
|                            | Lega                                        | 486 228   | 22,19 | 6  | 906 263   | 41,36 | 12 |  |  |
|                            | Forza Italia                                | 312 423   | 14,26 | 4  | 906 263   | 41,36 | 12 |  |  |
|                            | Fratelli d'Italia                           | 85 242    | 3,89  | 1  | 906 263   | 41,36 | 12 |  |  |
|                            | Noi con l'Italia – UDC                      | 22 370    | 1,02  | –  | 906 263   | 41,36 | 12 |  |  |
|                            | Partito Democratico                         | 511 155   | 23,33 | 7  | 631 943   | 28,84 | 3  |  |  |
|                            | +Europa                                     | 100 254   | 4,57  | –  | 631 943   | 28,84 | 3  |  |  |
|                            | Italia Europa Insieme                       | 12 431    | 0,57  | –  | 631 943   | 28,84 | 3  |  |  |
|                            | Civica Popolare                             | 8 103     | 0,37  | –  | 631 943   | 28,84 | 3  |  |  |
|                            | Movimento 5 Stelle                          | 508 594   | 23,21 | 6  | 508 594   | 23,21 | –  |  |  |
|                            | Liberi e Uguali                             | 76 557    | 3,49  | 1  | 76 557    | 3,49  | –  |  |  |
|                            | Potere al Popolo!                           | 22 548    | 1,03  | –  | 22 548    | 1,03  | –  |  |  |
|                            | CasaPound                                   | 18 641    | 0,85  | –  | 18 641    | 0,85  | –  |  |  |
|                            | Il Popolo della Famiglia                    | 9 271     | 0,42  | –  | 9 271     | 0,42  | –  |  |  |
|                            | 10 Volte Meglio                             | 6 479     | 0,30  | –  | 6 479     | 0,30  | –  |  |  |
|                            | Italia agli Italiani (FN - FT)              | 5 260     | 0,24  | –  | 5 260     | 0,24  | –  |  |  |
|                            | Per una Sinistra Rivoluzionaria (SCR - PCL) | 3 960     | 0,18  | –  | 3 960     | 0,18  | –  |  |  |
|                            | Partito Repubblicano Italiano – ALA         | 1 853     | 0,08  | –  | 1 853     | 0,08  | –  |  |  |
| Totale                     | Totale                                      | 2 191 369 | 100   | 25 | 2 191 369 | 100   | 15 |  |  |
|                            |                                             |           |       |    |           |       |    |  |  |
| Schede bianche             | Schede bianche                              | 23 503    | 1,05  |    |           |       |    |  |  |
| Schede nulle               | Schede nulle                                | 34 078    | 1,52  |    |           |       |    |  |  |
| Votanti                    | Votanti                                     | 2 248 950 | 75,51 |    |           |       |    |  |  |
| Elettori                   | Elettori                                    | 2 978 424 |       |    |           |       |    |  |  |
|                            |                                             |           |       |    |           |       |    |  |  |
| Fonte: Camera dei deputati |                                             |           |       |    |           |       |    |  |  |

#### Eletti

##### Eletti nei collegi uninominali
Eletti nella coalizione di centro-destra (Lega - FI - FdI - NcI-UDC)
     Eletti nella coalizione di centro-sinistra (PD - +EUR - Insieme - CP)
| Collegio uninominale         | Eletto | Eletto                     | Partito |
| ---------------------------- | ------ | -------------------------- | ------- |
| 1. Abbiategrasso             |        | Michela Vittoria Brambilla | FI      |
| 2. Legnano                   |        | Massimo Garavaglia         | Lega    |
| 3. Bollate                   |        | Andrea Crippa              | Lega    |
| 4. Seregno                   |        | Paola Frassinetti          | FdI     |
| 5 . Monza                    |        | Andrea Mandelli            | FI      |
| 6 . Gorgonzola               |        | Valentina Aprea            | FI      |
| 7. Cinisello Balsamo         |        | Jari Colla                 | Lega    |
| 8. Milano-Quarto Oggiaro     |        | Igor Iezzi                 | Lega    |
| 9. Milano-Sesto San Giovanni |        | Guido Della Frera          | FI      |
| 10. Cologno Monzese          |        | Luca Squeri                | FI      |
| 11. Milano-San Siro          |        | Mattia Mor                 | PD      |
| 12. Milano-Centro            |        | Bruno Tabacci              | CD      |
| 13. Milano-Loreto            |        | Lia Quartapelle Procopio   | PD      |
| 14. Milano-Rogoredo          |        | Federica Zanella           | FI      |
| 15. Rozzano                  |        | Graziano Musella           | FI      |

1. ↑  In data 15.02.2021 aderisce al gruppo misto, non iscritti; in data 16.02.2021 alla componente «Cambiamo! - Popolo Protagonista»; in data 27.05.2021 al gruppo Coraggio Italia; in data 23.06.2022 torna nel gruppo misto, non iscritti; in data 28.06.2022 aderisce alla componente «Vinciamo Italia-Italia al Centro con Toti».
2. ↑  In data 19.09.2019 aderisce al gruppo Italia Viva - Italia C'è.
3. ↑  In data 19.11.2020 aderisce al gruppo Lega - Salvini Premier.

##### Eletti nei collegi plurinominali
| Collegio plurinominale | M5S                                  | Partito Democratico                          | Lega                                          | Forza Italia           | Fratelli d'Italia | Liberi e Uguali  |
| ---------------------- | ------------------------------------ | -------------------------------------------- | --------------------------------------------- | ---------------------- | ----------------- | ---------------- |
| Collegio plurinominale |                                      |                                              |                                               |                        |                   |                  |
| Lombardia 1 - 01       | - Davide Tripiedi                    | - Barbara Pollastrini - Gian Mario Fragomeli | - Paolo Grimoldi - Massimiliano Capitanio     | - Gloria Saccani Jotti | -                 | -                |
| Lombardia 1 - 02       | - Paola Carinelli - Stefano Buffagni | - Matteo Mauri - Gianfranco Librandi         | - Claudia Terzi                               | - Valentino Valentini  | -                 | -                |
| Lombardia 1 - 03       | - Manlio Di Stefano                  | - Emanuele Fiano - Ivan Scalfarotto          | - Alessandro Morelli                          | - Pasquale Cannatelli  | - Carlo Fidanza   | - Laura Boldrini |
| Lombardia 1 - 04       | - Riccardo Olgiati - Stefania Mammì  | - Lisa Noja                                  | - Fabrizio Cecchetti - Fabio Massimo Boniardi | - Cristina Rossello    | -                 | -                |

1. ↑  Dimissionario in data 27.05.2022 (assume la carica di commissario per le infrastrutture e le reti dell'Autorità per le garanzie nelle comunicazioni); in data 30.05.2022 gli subentra Marina Romanò.
2. 1 2 3  In data 19.09.2019 aderisce al gruppo Italia Viva - Italia C'è.
3. ↑  Dimissionaria in data 27.06.2018 (assume la carica di assessora nella giunta regionale lombarda); in data 26.07.2018 le subentra Luca Toccalini.
4. ↑  In data 21.06.2022 aderisce al gruppo Insieme per il Futuro.
5. ↑  Dimissionario in data 27.06.2019 (eletto europarlamentare); in data 28.06.2019 gli subentra Maria Teresa Baldini che in data 06.08.2020, aderisce al gruppo misto, non iscritti; in data 18.08.2020 a Forza Italia; in data 27.05.2021 al gruppo Coraggio Italia; in data 23.12.2021 al gruppo Italia Viva; in data 14.07.2022 al gruppo misto, componente «Coraggio Italia».
6. ↑  In data 24.09.2019 aderisce al gruppo Partito Democratico.

### XIX legislatura

#### Risultati elettorali
|                               | Fratelli d'Italia                                       | 499 938   | 24,95 | 5  | 867 824   | 43,31 | 7 |  |  |
|                               | Lega per Salvini Premier                                | 199 602   | 9,96  | 2  | 867 824   | 43,31 | 7 |  |  |
|                               | Forza Italia                                            | 147 193   | 7,35  | 1  | 867 824   | 43,31 | 7 |  |  |
|                               | Noi Moderati                                            | 21 091    | 1,05  | –  | 867 824   | 43,31 | 7 |  |  |
|                               | Partito Democratico - Italia Democratica e Progressista | 435 579   | 21,74 | 4  | 623 481   | 31,12 | 2 |  |  |
|                               | Alleanza Verdi e Sinistra                               | 93 075    | 4,65  | 1  | 623 481   | 31,12 | 2 |  |  |
|                               | +Europa                                                 | 85 344    | 4,26  | –  | 623 481   | 31,12 | 2 |  |  |
|                               | Impegno Civico – Centro Democratico                     | 9 483     | 0,47  | –  | 623 481   | 31,12 | 2 |  |  |
|                               | Azione - Italia Viva                                    | 235 629   | 11,76 | 2  | 235 629   | 11,76 | – |  |  |
|                               | Movimento 5 Stelle                                      | 178 138   | 8,89  | 1  | 178 138   | 8,89  | – |  |  |
|                               | Italexit                                                | 36 279    | 1,81  | –  | 36 279    | 1,81  | – |  |  |
|                               | Unione Popolare                                         | 26 271    | 1,31  | –  | 26 271    | 1,31  | – |  |  |
|                               | Italia Sovrana e Popolare                               | 22 275    | 1,11  | –  | 22 275    | 1,11  | – |  |  |
|                               | Vita                                                    | 11 949    | 0,60  | –  | 11 949    | 0,60  | – |  |  |
|                               | Noi di Centro – Europeisti                              | 1 693     | 0,08  | –  | 1 693     | 0,08  | – |  |  |
| Totale                        | Totale                                                  | 2 003 539 | 100   | 16 | 2 003 539 | 100   | 9 |  |  |
|                               |                                                         |           |       |    |           |       |   |  |  |
| Schede bianche                | Schede bianche                                          | 19 568    | 0,95  |    |           |       |   |  |  |
| Schede nulle                  | Schede nulle                                            | 42 907    | 2,08  |    |           |       |   |  |  |
| Votanti                       | Votanti                                                 | 2 066 014 | 69,53 |    |           |       |   |  |  |
| Elettori                      | Elettori                                                | 2 971 612 |       |    |           |       |   |  |  |
|                               |                                                         |           |       |    |           |       |   |  |  |
| Data: 25 settembre 2022       |                                                         |           |       |    |           |       |   |  |  |
| Fonte: Ministero dell'interno |                                                         |           |       |    |           |       |   |  |  |

#### Eletti

##### Eletti nei collegi uninominali
Eletti nella coalizione di centro-sinistra (PD-IDP - AVS - +E - IC-CD)
     Eletti nella coalizione di coalizione di centro-destra (FdI - LSP - FI - NM)
| Collegio uninominale                 | Eletto | Eletto                 | Partito |
| ------------------------------------ | ------ | ---------------------- | ------- |
| 01 - Monza                           |        | Paola Frassinetti      | FdI     |
| 02 - Seregno                         |        | Andrea Crippa          | LSP     |
| 03 - Cologno Monzese                 |        | Lucrezia Mantovani     | FdI     |
| 04 - Rozzano                         |        | Riccardo De Corato     | FdI     |
| 05 - Legnano                         |        | Laura Ravetto          | LSP     |
| 06 - Sesto San Giovanni              |        | Marco Osnato           | FdI     |
| 07 - Milano - Loreto                 |        | Bruno Tabacci          | IC      |
| 08 - Milano - Bande Nere             |        | Cristina Rossello      | FI      |
| 09 - Milano - Buenos Aires - Venezia |        | Benedetto della Vedova | +E      |

##### Eletti nei collegi plurinominali
| Collegio plurinominale | Fratelli d'Italia                                      | Partito Democratico-IDP            | Lega per Salvini Premier | Azione - Italia Viva | M5S              | Forza Italia    | Alleanza Verdi e Sinistra |
| ---------------------- | ------------------------------------------------------ | ---------------------------------- | ------------------------ | -------------------- | ---------------- | --------------- | ------------------------- |
| Collegio plurinominale |                                                        |                                    |                          |                      |                  |                 |                           |
| Lombardia 1 - 01       | - Lorenzo Malagola - Stefano Maullu                    | - Gianni Cuperlo - Lia Quartapelle | - Igor Iezzi             | - Giulia Pastorella  | -                | -               | - Eleonora Evi            |
| Lombardia 1 - 02       | - Grazia Di Maggio - Fabio Pietrella - Giulio Tremonti | - Matteo Mauri - Silvia Roggiani   | - Fabrizio Cecchetti     | - Enrico Costa       | - Giuseppe Conte | - Fabrizio Sala | -                         |

1. ↑  Aderisce al gruppo PD-IDP in data 23.04.2024.
2. ↑  Aderisce al gruppo FI-PPE in data 16.09.2024.